# 丘あつし
丘 あつし（おか あつし、1942年8月6日 - 2002年3月30日）は、日本の漫画家。兵庫県神戸市長田区出身。本名：高岡胖。

## 経歴
兵庫県立長田高等学校卒業。神戸市役所勤務の後、漫画家に転身。代表作に『釣野キチゾー氏とタエ子夫人』（週刊釣りサンデー連載）。長田区で阪神・淡路大震災に被災し、その後月刊神戸センター編集室発行の阪神大震災特別寄稿へ「地震だ!! : 長田区レポート」として寄稿した。2002年3月30日、食道癌のため死去。59歳没。

## 作品
単著
- 『釣野キチゾー氏とタエ子夫人』

イラスト
- 橋本武『伊勢物語（イラスト古典全訳）』日栄社、1995年1月。ISBN 978-4816801464。
- 『ながたの民話』、田辺眞人、 長田区役所まちづくり推進課、1983年3月

キャラクター
- 「なぁタン」 - 出身地・神戸市長田区のマスコットキャラクター。1998年にデザイン[3]。
- 「カッキー」 - 奈良県の旧西吉野村のキャラクターとしてデザインされ、合併後五條市のマスコットに加わった[4]。

## 過去のイベント
- 2004年6月27日 - 丘あつし展＆絵手紙教室、神戸市長田区[5]